# Dixie Gilmer

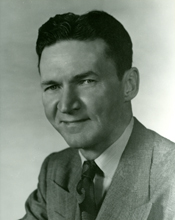
Dixie Gilmer

William Franklin „Dixie“ Gilmer (* 7. Juni 1901 in Mount Airy, Surry County, North Carolina; † 9. Juni 1954 in Oklahoma City, Oklahoma) war ein US-amerikanischer Politiker. Zwischen 1949 und 1951 vertrat er den ersten Wahlbezirk des Bundesstaates Oklahoma im US-Repräsentantenhaus.

## Werdegang
Noch im Kindesalter zog Gilmer mit seinen Eltern nach Oklahoma, wo er die öffentlichen Schulen in Oklahoma City besuchte. Zwischen 1911 und 1919 war er in der Verwaltung im Repräsentantenhaus von Oklahoma angestellt. Nach einem Jurastudium an der juristischen Fakultät der University of Oklahoma und seiner 1923 erfolgten Zulassung als Rechtsanwalt begann er in seinem neuen Beruf zu arbeiten.
Politisch wurde Gilmer Mitglied der Demokratischen Partei, als deren Kandidat er in das Staatsrepräsentantenhaus gewählt wurde. Im Jahr 1929 zog er nach Tulsa. Von 1931 bis 1933 war er stellvertretender und von 1936 bis 1946 eigentlicher Bezirksstaatsanwalt im Tulsa County. Im Jahr 1946 kandidierte Gilmer erfolglos für das Amt des Gouverneurs von Oklahoma.
1948 wurde er im ersten Distrikt von Oklahoma in das US-Repräsentantenhaus gewählt. Dort trat er am 3. Januar 1949 die Nachfolge von George B. Schwabe an. Da er aber bei den nächsten Wahlen im Jahr 1950 gegen Schwabe verlor, konnte Dixie Gilmer bis zum 3. Januar 1951 nur eine Legislaturperiode im Kongress absolvieren. Nach dem Ende seiner Zeit im Kongress wurde Gilmer Sicherheitsbeauftragter der Staatsregierung von Oklahoma. Dieses Amt übte er bis zu seinem Tod im Juni 1954 aus.